# Sports Night
Sports Night é um série de televisão americana sobre um programa esportivo ficcional também chamado de Sports Night. Ele se foca nas amizades, armadilhas e problemas éticos que o talento criativo do programa enfrenta para conseguir produzir um bom programa sob a pressão constante da emissora. A série foi criada por Aaron Sorkin como uma comédia dramática de meia hora de duração, indo ao ar pela ABC por duas temporadas entre 1998 e 2000.
O programa é estrelado por Robert Guillaume como o editor Isaac Jaffe, Felicity Huffman como a produtora executiva Dana Whitaker, Peter Krause como o âncora Casey McCall, Josh Charles como o âncora Dan Rydell, Sabrina Lloyd como a produtora associada senior Natalie Hurley e Joshua Malina como o produtor associado Jeremy Goodwin. O elenco secundário inclui William H. Macy como o especialista em audiências Sam Donovan e Brenda Strong como Sally Sasser, a produtora de West Coast Update (outro programa na mesma emissora que Sports Night) e rival de Dana.

## Visão geral
O ficcional Sports Night é um programa sobre notícias de esportes no estilo de SportsCenter da ESPN. Ele é transmitido pela também ficcional Continental Sports Channel (CSC), uma subsidiária da Continental Corp., propriedade da Luther Sachs. No início da segunda temporada, Daniel menciona que os escritórios e estúdios estão no Rockefeller Center; entretanto, as tomadas exteriores são da 345 Park Avenue.
Sports Night lutou para achar audiência e a ABC cancelou a série depois de apenas duas temporadas. Apesar dele ter tido a oportunidade de levar a série para outras emissoras, incluindo HBO, Showtime e USA Network, Aaron Sorkin deixou o programa passar para poder se focar em seu drama The West Wing.
Apesar da primeira temporada de Sports Night ser um sitcom, ela é mais frequentemente mostrada como uma comédia dramática. Sorkin queria que o humor do programa fosse mais seco e mais realista do que em sitcons comuns. Ele inicialmente queria que a série fosse gravada sem uma trilha de risadas, porém os executivos da ABC insistiram em incluir uma. O volume da trilha de risadas decaíu com o decorrer da primeira temporada, sendo completamente abandonada no início do segundo ano.

## Elenco
- Josh Charles como Daniel "Dan" Rydell, co-âncora
- Peter Krause como Casey McCall, co-âncora
- Felicity Huffman como Dana Whitaker, produtora executiva
- Joshua Malina como Jeremy Goodwin, produtor associado e analista de pesquisas
- Sabrina Lloyd como Natalie Hurley, produtora associada senior
- Robert Guillaume como Isaac Jaffe, editor

### Elenco coadjuvante
- Kayla Blake como Kim, produtora associada
- Greg Baker como Elliot, produtor associado
- Jeff Mooring como Dave, diretor
- Ron Ostrow como Will, técnico
- Timothy Davis-Reed como Chris, técnico
- William H. Macy como Sam Donovan, conselheiro de audiência
- Teri Polo como Rebecca Wells, analista de mercados para a Continetal Corp.
- Brenda Strong como Sally Sasser, produtora executiva do West Coast Update
- Robert Mailhouse como J.J., conselheiro da emissora
- Ted McGinley como Gordon Gage
- Jayne Brook como Abby Jacobs
- Paula Marshall como Jenny
- Megan Ward como Pixley

## Prêmios
Além de numerosos prêmios e indicações de vários sindicatos, Sports Night foi indicado a quatro Primetime Emmy Awards e um Golden Globe. Ele venceu três Emmys:
- Melhor Direção para uma Série de Comédia – "Pilot" (1999), Thomas Schlamme[8]
- Melhor Edição para uma Série Multi-Câmera – "Small Town" (1999), Janet Ashikaga[8]
- Melhor Cinematografia para uma Série Multi-Câmera – "The Cut Man Cometh" (2000), Peter Smokler[8]